# Rožkovany
Rožkovany este o comună slovacă, aflată în districtul Sabinov din regiunea Prešov. Localitatea se află la altitudinea de 370 m deasupra n.m., se întinde pe o suprafață de 14,05 km2 și în 2017 număra 1.335 de locuitori.

## Istoric
Localitatea Rožkovany este atestată documentar din 1330.

## Demografie
| An:                | 1994 | 2004    | 2014   | 2024   |
| ------------------ | ---- | ------- | ------ | ------ |
| Număr de persoane: | 1150 | 1284    | 1331   | 1322   |
| Diferență:         |      | +11,65% | +3,66% | −0,67% |

| An:                | 2023 | 2024   |
| ------------------ | ---- | ------ |
| Număr de persoane: | 1323 | 1322   |
| Diferență:         |      | −0,07% |